# De Schipbeek (waterschap)
Het Waterschap De Schipbeek was een waterschap in Gelderland. Het gebied van het waterschap strekte zich langs de gelijknamige rivier in langgerekte vorm uit van de Duitse grens tot aan de IJssel. Het gebied van de Buurserbeek dat samenvalt met gedeelten van de gemeenten Diepenheim, Eibergen, Haaksbergen en Neede is in de jaren negentig van de negentiende eeuw onttrokken geweest aan het waterschap en rechtstreeks onder provinciaal bestuur gesteld omdat er onvoldoende middelen beschikbaar waren om het te onderhouden. In de jaren dertig van de twintigste eeuw keerde het weer terug. 

## Geschiedenis
Waterschap De Schipbeek werd in 1881 opgericht. Per 1 januari 1958 werd het waterschap De Dortherbeek met een oppervlakte van 5200 ha aan De Schipbeek toegevoegd. In 1997 ging het waterschap op in het Waterschap Rijn en IJssel, tezamen met Polderdistrict Rijn en IJssel, Waterschap IJsselland-Baakse Beek, Waterschap van de Berkel, Waterschap van de Oude IJssel en Zuiveringsschap Oostelijk Gelderland.